# Matolcsy György (filmtörténész)
Matolcsy György (Kecskemét, 1930. május 9. – 2021. augusztus 2.) magyar filmtörténész, producer, a Pannónia Filmstúdió igazgatója, Fia Matolcsy György jegybankelnök, miniszter.

## Életpályája
1952-ben jogi diplomát szerzett, 1954-ben a Számviteli Főiskolán végzett, egyidejűleg a Színház- és Filmművészeti Főiskola operatőr-hallgatója is volt. 1951. évi alapításától kezdve dolgozott a Magyar Szinkron- és Diafilmgyártó Vállalatnál. 1957-ben a HDF rajzfilmes csoportjával együtt részt vett a Diafilmgyártó Vállalatból  alakult Pannónia Filmstúdió megalapításában. 
1959-től nyugdíjba vonulásáig, 1995-ig a Pannónia Filmvállalaton belül működő animációs stúdió vezetője, több száz animációs film, sorozat producere. Nagy szerepe volt a magyar animációs újhullám elismertetésében.   
Egyik alapítója volt a stúdió leányvállalataként működő Kecskeméti Műteremnek, amiből alakult a rendszerváltás után a Kecskemétfilm.   
Az 1960-as évek végén az Iparművészeti Főiskolán indított animációs kurzust. Ezen túl, a József Attila Tudományegyetemen tanított filmesztétikát. 
1991-ben létrehozta a Pannon Animáció Alapítványt. 

## Társadalmi szerepvállalása
Egy időben a Nemzetközi Animációs Filmszövetség főtitkára volt. 

## Díjai, elismerései
- A  Kecskeméti Animációs Filmfesztivál életműdíja (2007)